# Olaf Poulsen
Olaf Poulsen (* 27. Juli 1920 in Kristiania; † 27. September 2008 in Oslo) war ein norwegischer Eisschnellläufer, Präsident der Internationalen Eislaufunion (ISU) und Mitglied des Internationalen Olympischen Komitees (IOC).
Als junger Mann war Olaf Poulsen Eisschnellläufer. Er startete für den Club Oslo IL und arbeitete später im Club-Vorstand mit. 1966 wurde er Mitglied in der norwegischen Eislauf-Vereinigung. Hier war er ab 1968 Vizepräsident und von 1969 bis 1973 Präsident. Er war Ratsmitglied der ISU ab 1971, Vizepräsident ab 1977 und schließlich von 1984 bis 1994 Präsident, danach Ehrenpräsident. Von 1992 bis 1994 war Olaf Poulsen Mitglied des IOC. 
Nach den Olympischen Winterspielen in seinem Heimatland 1994 trat er von allen seinen Ämtern zurück.